# Skriver-prisen
Skriver-prisen er en pris opkaldt efter forfatteren Esther Skriver, der var den første, der modtog prisen.
Skriver-prisen har til formål at hædre en særligt bemærkelsesværdig indsats for dansk litteratur, der tilgodeser læservenlighed ud fra sproglig, indholdsmæssig og grafisk tilgængelighed, så værket både har litterær og pædagogisk kvalitet. Det gælder litteratur, der er skrevet for læsesvage børn, unge eller voksne.
| Pris | Spire Denne artikel om priser eller udmærkelser er en spire som bør udbygges. Du er velkommen til at hjælpe Wikipedia ved at udvide den. |